# NIEM
National Information Exchange Model (Национальная модель обмена информацией, NIEM) — это открытый язык для межведомственного обмена информацией, первоначально созданный в США.
Особенности NIEM:
- Построен на референсной модели GJXDM (Global Justice XML Data Model)
- Одобрен W3C
- Имеет словарь общих понятий и определений
- Является схемой описания XML для обмена компьютер-компьютер
- Поддерживает расширяемые стандарты для обмена информацией

NIEM — не только описание, а целая программа, которая включает в себя:
- Документацию
- Тренинги
- Поддержку
- Техническую помощь
- Площадку для обмена идеями